# Base naval

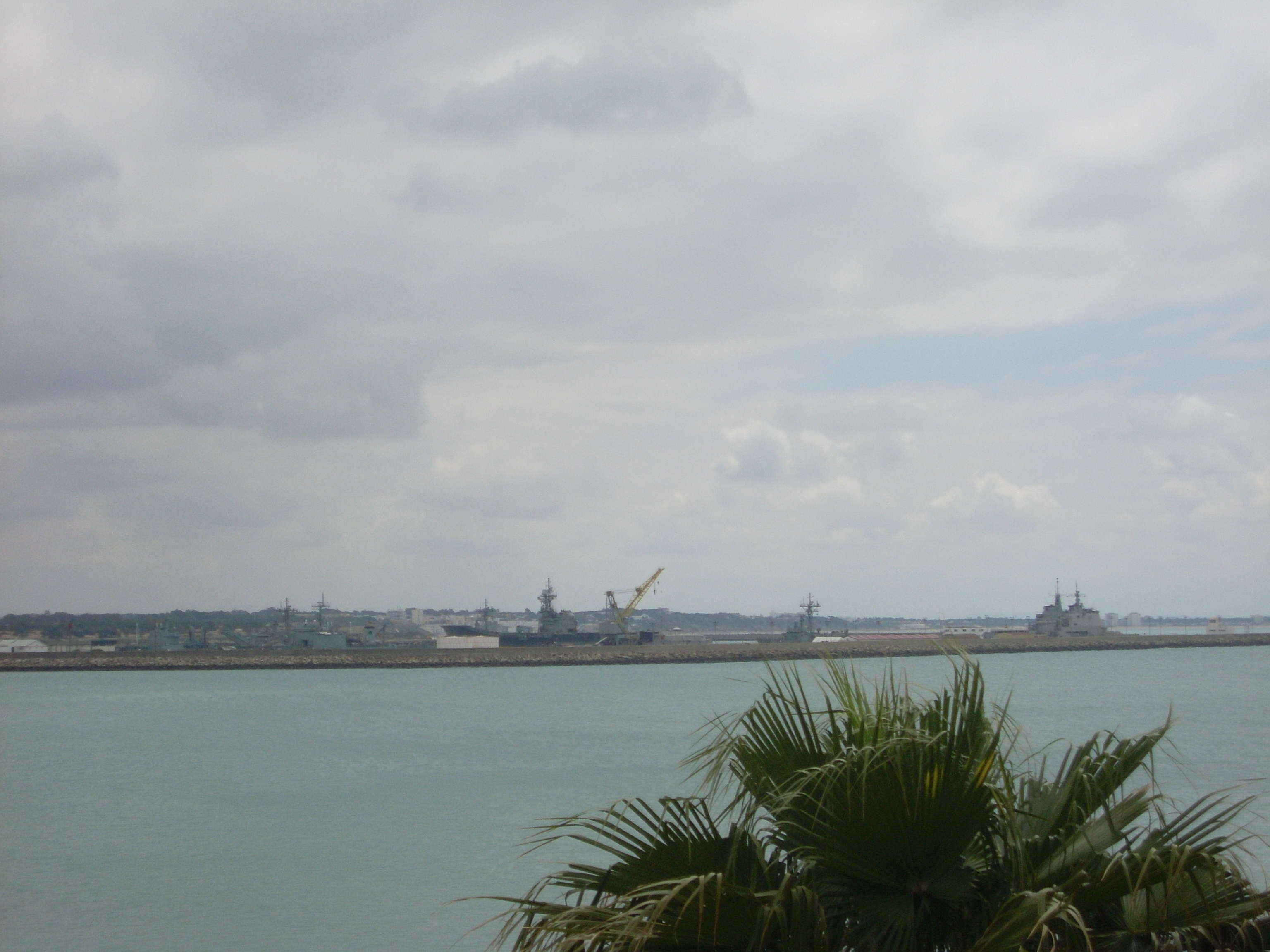
Vista de la Base Naval de Rota.

Una base naval es una base militar en la que una fuerza naval puede abrigarse, reavituallarse, efectuar reparaciones. Es, en la generalidad de los casos, un puerto marítimo. 
La base naval es una base militar que alberga las construcciones militares. No hay que confundirla con un puerto de matrícula destinado a los barcos mercantes.
La noción de base naval es tan antigua como la marina de guerra. Según el almirante Alfred Mahan «es inútil armar barcos si no tienen bases en las que puedan apoyarse». Las bases navales son los puntos de apoyo de las flotas de guerra de un país. Aunque las condiciones actuales de la técnica conceden una importante autonomía a los navíos y permiten limitar el número de bases navales, no ha sido siempre así. Del siglo XVII a principios del XX, era importante para cada país con vocación marina poseer numerosos puntos de apoyo.
Paradójicamente, el paso de la navegación de vela a la de vapor supuso una regresión estratégica, ya que «la dependencia de la flota respecto a sus bases aumentó mucho de hecho la necesidad de revituallamientos frecuentes de combustible.»
Esta situación cambió con la llegada de la propulsión nuclear y el desarrollo de la asistencia en el mar a las flotas de combate, aunque esto no todos lo países lo poseen haciendo que en estos casos las marinas de guerra no tengan capacidad azul.
Una base naval puede estar asociada a un arsenal, un astillero o a una base aérea, en cuyo caso se trata de una base aeronaval.